# 白崖子遗址
白崖子遗址，位于中国青海省海东市乐都区高庙镇白崖子村，为第一批青海省文物保护单位，公布日期为1956年8月3日，类型为古遗址。
白崖子遗址的历史年代为马家窑类型、马厂类型。